# Park Narodowy Jima Corbetta
Park Narodowy Jima Corbetta – najstarszy park narodowy w Indiach. Położony jest w dwóch okręgach Nainital i Pauri w stanie Uttaranchal nad rzeką Ramganga. Zajmuje powierzchnię 521 km² i został ustanowiony 8 sierpnia 1936 roku pod nazwą Hailey National Park. W 1952 zmieniono jego nazwę na Ramganga National Park, a od 1957 roku nosi obecną nazwę pochodzącą od nazwiska Jima Corbetta, legendarnego myśliwego i fotografa, który miał znaczący udział w utworzeniu parku i wytyczeniu jego granic.

## Flora
Park obejmuje różnorodne tereny - sawanny, lasy liściaste i tereny typowo górskie z sosnami długoigielnymi i damarzykami.

## Fauna
Park stanowi ważną ostoję zagrożonego wyginięciem tygrysa bengalskiego. W parku Corbetta schronienie znalazły też słonie indyjskie, lamparty, szakale złociste, hieny pręgowane, niedźwiedzie wargacze, antylopy nilgau, małpy, daniele i kilka gatunków jeleni. Hiena pręgowana, zagrożony gatunek (wymieniony w załączniku III do przyrody (ochrona) Act 1972), spotykany jest również w tym parku. Wraz z odkryciem hieny pręgowanej, całkowita liczba gatunków w tym parku wzrosła o 56.